# Adamawa (stan)
Adamawa – stan we wschodniej części Nigerii, ze stolicą w Yola.
Adamawa leży na wschodzie kraju i sąsiaduje ze stanami Borno, Yobe, Gombe i Taraba. Jego stolicą jest Yola. Jest jednym z największych spośród 36 stanów w Nigerii, zajmując powierzchnię 36 917 km². Ustanowiony 27 sierpnia 1991 w wyniku podziały stanu Gongola na stan Adamawa oraz Taraba.

## Historia
- Stan Adamawa zanim stał się stanem w Nigerii, był podporządkowany królestwu Sokoto.
- 1849 - Prawdopodobnie pierwszym Europejczykiem który odwiedził ten obszar był Heinrich Barth[2].
- 1991 - Stan Adamawa powstał w wyniku podziału stanu Gongola na stan Adamawa oraz Taraba.
- Od 29.05.2007 - Gubernatorem stanu jest Murtala Nyako, z Ludowej Partii Demokratycznej.
- 17-21.02.2010 - W mieście Numan, odbyła się krucjata chrześcijańska prowadzona przez ewangelizatora Reinharda Bonnke, na której w jeden dzień zgromadziło się ok. 200.000 ludzi[3].
- 2012 - Stan osiąga populację 3,6 mln mieszkańców.

## Podział administracyjny
W skład stanu wchodzi dwadzieścia jeden lokalnych obszarów rządowych, są to:
| - Fufore - Ganye - Gombi - Guyuk - Hong - Jada - Shelleng - Demsa | - Madagali - Maiha - Mayo-Belwa - Michika - Mubi Północna - Numan - Song - Mubi Południowe | - Yola Północna - Yola Południowa - Girej - Toungo - Lamurde |